# Martovce
Martovce (węg. Martos) – wieś i gmina (obec) w powiecie Komárno w kraju nitrzańskim na Słowacji, pierwszy raz wzmiankowana w 1438 roku.
W 2011 roku populacja wsi wynosiła 694 osoby, około 88% mieszkańców stanowili Węgrzy, 11% Słowacy.